# Ole Wackström
Ole Rafael Wackström (* 20. September 1932 in Porvoo; † 8. April 2015) war ein finnischer Radrennfahrer.

## Sportliche Laufbahn
Ole Wackström war von Ende der 1950er Jahre bis in die 1970er Jahre einer der erfolgreichsten Radrennfahrer Finnlands. In diesen Jahren errang er insgesamt 14 Meistertitel, einmal im Straßenrennen, achtmal im Einzelzeitfahren, viermal in der Einer- und einmal in der Mannschaftsverfolgung. Viermal startete er bei UCI-Straßen-Weltmeisterschaften. 1968 und 1972 startete er bei Olympischen Sommerspielen, jedoch ohne vordere Plätze zu belegen. 1960 siegte er im Etappenrennen Tammisaaren ajot. Mit dem Porvoon ajot gewann er 1968 das älteste finnische Eintagesrennen.

## Familiäres
Wackström entstammt einer Familie von Radsportlern. Auch seine beiden Brüder Erik und Bror waren aktiv sowie seine drei Söhne Patrick, Sixten und Stefan. Er startete wie viele erfolgreiche Radrennfahrer Finnlands für den Verein Porvoon Akilles.

## Berufliches
Wackström hat eine Ausbildung zum Elektriker absolviert.